# Bloque de Anitta
El Bloque de Anitta (en portugués: Bloco da Anitta), anteriormente conocido como «Bloco das Poderosas», es un Bloque de carnaval de Río de Janeiro y Salvador, aunque también ha desfilado en otras ciudades. Fue creado por la cantante brasileña Anitta. El 14 de enero de 2016, el bloco fue lanzado oficialmente en Río de Janeiro durante su primer ensayo.
Durante la década de 2020, el «Bloque de Anitta» se incluyó entre las 20 fiestas callejeras de Carnaval más grandes de Brasil.

## Historia
El bloque se creó originalmente bajo el nombre de «Bloco das Poderosas».
Se llevaron a cabo cinco ensayos entre enero y febrero de 2016, de los cuales tres tuvieron lugar en el club Monte Líbano en Río de Janeiro y dos en Alto do Andu en Salvador. Durante cuatro de los ensayos, Anitta recibió en el escenario a Harmonia do Samba y Banda Eva.
En 2019, la cantante creó los «Ensaios da Anitta» como un evento previo a su Bloque de Carnaval, una serie de ensayos en vivo que permiten a los fanáticos seguir la preparación y evolución de los espectáculos del bloco.
Posteriormente, como ya se le llamaba informalmente  «Bloque de Anitta», este nombre fue adoptado oficialmente.
En 2024, el bloco desfiló desde Rua Primeiro de Março, 1 hasta Av. Pres. Antônio Carlos, 12, en el centro de Río de Janeiro, el sábado después del Carnaval, desde las 7 AM hasta el mediodía. Este evento fue considerado el punto culminante del primer día de las celebraciones de «pós-Carnaval» de la ciudad.

## Corte
| Posición          | Año                | Año                | Año                      | Año                  | Año       |
| Posición          | 2016               | 2017               | 2018                     | 2019                 | 2020–2024 |
| ----------------- | ------------------ | ------------------ | ------------------------ | -------------------- | --------- |
| Reina             | Giovanna Ewbank    | Thaila Ayala       | Giovanna Ewbank          | Luísa Sonza          |           |
| Rey               | Marcus Majella     | Marcus Majella     | Marcus Majella           | Marcus Majella       |           |
| Madrina           | Gabriela Pugliesi  | Monique Alfradique | Monique Alfradique       | Monique Alfradique   |           |
| Padrino           | David Brazil       | David Brazil       | David Brazil             | David Brazil         |           |
| Musa del carnaval | Monique Alfradique | Isabella Santoni   | Giovanna Lancellotti     | Giovanna Lancellotti |           |
| Musa del carnaval | Klebber Toledo     | Marcelo Mello Jr.  | Alesso                   | Eri Johnson          |           |
| Gata              |                    | Bianca Andrade     | Cacao Protásio           | Cynthia Senek        |           |
| Gato              |                    | André Nicolau      | André Nicolau            | André Nicolau        |           |
| Diva              |                    |                    | Jojo Maronttini          | Jojo Maronttini      |           |
| Tribunal de Honor | Bruno Gagliasso    | Bruno de Luca      | Sabrina Sato Thaynara OG | Luisa Mell Léo Kret  |           |

## Agenda

### Ensayos
| Fecha                 | Ciudad         | Ubicación         | Artistas invitados                | Ref.   |
| Brasil                | Brasil         | Brasil            | Brasil                            | Brasil |
| --------------------- | -------------- | ----------------- | --------------------------------- | ------ |
| 14 de enero de 2016   | Río de Janeiro | Club Monte Líbano | - Banda Eva - Harmonia do Samba   |        |
| 28 de enero de 2016   | Río de Janeiro | Club Monte Líbano | - Banda Vingadora - Tchakabum     | [ 10 ] |
| 9 de febrero de 2017  | Río de Janeiro | Club Monte Líbano | - Tchakabum - Terra Samba         | [ 11 ] |
| 11 de febrero de 2017 | São Paulo      | The Week          | - Preta Gil - Tati Quebra Barraco |        |
| 14 de enero de 2018   | Río de Janeiro | The Beach House   | - Harmonia do Samba - Tchakabum   | [ 12 ] |
| 20 de enero de 2018   | São Paulo      | The Week          | - Jojo Maronttinni                |        |

### Desfiles oficiales
| Fecha                 | Ciudad         | Ubicación                         | Artistas invitados                                                            | Público   | Ref.   |
| Brasil                | Brasil         | Brasil                            | Brasil                                                                        | Brasil    | Brasil |
| --------------------- | -------------- | --------------------------------- | ----------------------------------------------------------------------------- | --------- | ------ |
| 13 de febrero de 2016 | Río de Janeiro | Rua Primeiro de Março             | - Nego do Borel                                                               | 200.000   | [ 13 ] |
| 24 de febrero de 2017 | Salvador       | Circuito Barra-Oninda             | - EdCity                                                                      |           | [ 14 ] |
| 4 de marzo de 2017    | Río de Janeiro | Rua Primeiro de Março             | - Pabllo Vittar - Nego do Borel - Aviões do Forró                             | 400.000   | [ 15 ] |
| 9 de febrero de 2018  | Salvador       | Circuito Barra-Oninda             | - Àttooxxá                                                                    |           | [ 16 ] |
| 17 de febrero de 2018 | Río de Janeiro | Avenida Presidente Antônio Carlos | - Clau - Luísa Sonza - Jojo Maronttinni - Nego do Borel - Alesso - Xand Avião | 530.000   | [ 17 ] |
| 1 de marzo de 2019    | Salvador       | Circuito Barra-Oninda             | - Steve Aoki - Jerry Smith                                                    |           | [ 18 ] |
| 19 de marzo de 2019   | Río de Janeiro | Rua Primeiro de Março             | - Lexa - Alesso - Jared Garcia                                                | 420.000   | [ 19 ] |
| 21 de febrero de 2020 | Salvador       | Circuito Barra-Ondina             |                                                                               |           | [ 20 ] |
| 29 de febrero de 2020 | Río de Janeiro | Avenida Presidente Antônio Carlos | - Mc Rebecca - Luísa Sonza                                                    | 370.000   | [ 21 ] |
| 1 de marzo de 2020    | São Paulo      | Parque Ibirapuera                 | - Lexa - Thiago Martins - DJ Zulu - Pedro Sampaio                             | 2.000.000 | [ 22 ] |
| 17 de febrero de 2023 | Salvador       | Circuito Barra-Ondina             | - Oh Polêmico                                                                 |           | [ 23 ] |
| 25 de febrero de 2023 | Río de Janeiro | Rua Primeiro de Março             | - Jason Derulo - Saulo Fernandes - Zaac                                       | 1.000.000 | [ 24 ] |
| 9 de febrero de 2024  | Salvador       | Circuito Barra-Ondina             | - Marina Sena - MC Daniel - Lexa - Bruno Magnata                              |           | [ 25 ] |
| 17 de febrero de 2024 | Río de Janeiro | Rua Primeiro de Março             | - Dennis DJ - Justin Quiles - Lenny Tavarez                                   | 1.000.000 | [ 26 ] |
| 28 de febrero de 2025 | Salvador       | Circuito Barra-Ondina             |                                                                               |           |        |
| 8 de marzo de 2025    | Río de Janeiro | Rua Primeiro de Março             |                                                                               |           |        |